# 珀斯和金罗斯
珀斯和金罗斯（英語：Perth and Kinross），是英国苏格兰32个一级行政区之一。其管辖区域基本是过去旧体制下的珀斯郡和金罗斯郡。境内西北部属于苏格兰高地，苏格兰主要河流之一泰河从境内的泰湖（Loch Tay）发源，向东流入北海。面积5,286km²，人口134,949。区域的行政中心在珀斯。
珀斯地区历史上是苏格兰王国的心脏地区之一，很多著名事件和人物都与之有关系。王国古都斯昆就在珀斯城郊。
珀斯人口分散而风景优美，虽然地处苏格兰高地南部，但是地面交通到苏格兰中心城市相对方便。2005年7月，八国集团首脑会议在小山村格兰伊格尔斯（Gleneagles）举行。

## 地理
珀斯和金羅斯東南部的部分，地勢平坦，是蘇格蘭中央低地的一部分；崎嶇的格蘭扁山脈則涵蓋了珀斯和金羅斯西北部三分之二的區域。低地與山地兩者之間被高地邊界斷層隔開。珀斯和金羅斯的東南部與法夫相鄰，東部則是另一個行政區安格斯，法夫與安格斯之間的泰灣（Firth of Tay）是珀斯和金羅斯唯一臨海的地方。蘇格蘭長度最長、流量最大的河流泰河在流經伯斯後於伯斯的東南郊注入泰灣。
1. ↑  . Encyclopedia Britannica. Encyclopædia Britannica, Inc.   [24 August 2020] （英语）.